# Erwin Neutzsky-Wulff
Erwin Neutzsky-Wulff (24 novembre 1949) è uno scrittore danese che ha pubblicato libri di fantascienza, divulgazione scientifica, horror e prosa.

## Biografia
Ha frequentato i corsi di filosofia all'Università di Copenaghen, ma senza portare a termine gli studi. Dopo aver vissuto a Copenaghen per la prima parte della sua vita, si è trasferito assieme alla moglie in una scuola abbandonata di Vinstrup a nord di Randers, dove scrive e talvolta tiene dei corsi.
Neutzsky-Wulff è figlio di Aage Neutzsky-Wulff (1891-1967). Sua sorella Trolli Neutzsky-Wulff è nota per le sue opere di poesia e narrativa. Ha anche una sorellastra, Vita Andersen.